# 贝尔维尤 (肯塔基州)
贝尔维尤（英語：Bellevue），是美国肯塔基州的一座城市。建立于1870年，面积约为2.3平方公里（0.9平方英里）。根据2010年美国人口普查，该市的人口为5,955人。